# کفرفو، طرطوس
کفرفو (به عربی: کفرفو) یک روستا در سوریه است که در استان طرطوس واقع شده‌است. کفرفو ۲٬۲۱۳ نفر جمعیت دارد.